# Sierpiński-Raum
Der Sierpiński-Raum ist ein topologischer Raum, bestehend aus zwei Punkten, in dem exakt eine Menge offen und nicht zugleich abgeschlossen ist. Es handelt sich um den kleinsten Raum mit nicht diskreter und nicht trivialer Topologie.

## Definition
Die dem Sierpiński-Raum {\displaystyle \mathbb {S} } zugrundeliegende Punktmenge ist {\displaystyle \{\bot ,\top \}}; seine offenen Mengen sind {\displaystyle \emptyset ,\{\top \}} und {\displaystyle \{\bot ,\top \}}.

## Beziehung zu anderen topologischen Räumen
Ist {\displaystyle M} eine beliebige Menge, und {\displaystyle 2:=\{0,1\}} eine zweielementige Menge, dann entspricht jeder Funktion {\displaystyle \chi _{A}\colon M\to 2} eine Teilmenge {\displaystyle A\subseteq M}, und umgekehrt.
Eine zu {\displaystyle 2} analoge Rolle übernimmt {\displaystyle \mathbb {S} } im Fall von stetigen Funktionen und offenen Teilmengen. Sei {\displaystyle M} ein beliebiger topologischer Raum. Für eine stetige Funktion {\displaystyle \chi \colon M\to \mathbb {S} } gilt nach der Definition für stetige Funktionen, dass die Urbilder offener Mengen offen sind. {\displaystyle \chi ^{-1}(\{\bot ,\top \})=M} und {\displaystyle \chi ^{-1}(\emptyset )=\emptyset }. Ein interessantes Ergebnis liefert {\displaystyle \chi ^{-1}(\{\top \})}. Dies ist nämlich eine offene Teilmenge von {\displaystyle M} und wird durch das stetige {\displaystyle \chi } eindeutig bestimmt.
Der Sierpiński-Raum ist Kogenerator der Kategorie der Kolmogorow-Räume: Sind {\displaystyle f,g\colon A\to B} stetige Abbildungen zwischen zwei Kolmogorow-Räumen {\displaystyle A} und {\displaystyle B} mit {\displaystyle f\neq g}, so existiert eine stetige Abbildung {\displaystyle d\colon B\to \mathbb {S} }, sodass {\displaystyle df\neq dg}: Sei hierfür {\displaystyle x\in A} mit {\displaystyle f(x)\neq g(x)}, so ist zumindest {\displaystyle f(x)} durch eine offene Umgebung {\displaystyle U} von {\displaystyle g(x)} getrennt, oder umgekehrt (da {\displaystyle B} ein Kolmogorow-Raum ist). Dann liefert {\displaystyle \chi _{U}} das gewünschte {\displaystyle d}. Tatsächlich sind die Kogeneratoren der Kategorie der Kolmogorow-Räume gerade alle Kolmogorow-Räume, die einen Unterraum enthalten, der homöomorph zu {\displaystyle \mathbb {S} } ist.